# الإمبراطورية الهولندية
الإمبراطورية الهولندية هي أكبر المستعمرات بعد كلا من إسبانيا والبرتغال.
كانت هولندا تابعة للتاج الأسباني منذ القرن السادس عشر وقد اشتهرت بنشاطها التجاري والبحري بحكم موقعها الجغرافي.
وفي عام 1566م ثار الهولنديون ضد الأسبان وحصلوا على استقلالهم فاستغلوا براعتهم التجارية في نقل البضائع بين الشرق والغرب كما استفادوا من ضعف المراكز البرتغالية والأسبانية فاستولوا على جزر الصوند وعلى الملايو حيث أقاموا مراكز محصنة أخذت سفنهم تنطلق منها إلى سومطرة وجزر الهند الشرقية «اندونيسيا الحالية» كما استولوا على سيلان ومحطة الكاب في أقصى جنوبي أفريقيا وبعض جزر الأنتيل وجزء من شواطئ غيانا في أمريكا الجنوبية كما أسسوا مستعمرة في أمريكا الشمالية هي نيو أمستردام التي سميت فيما بعد نيويورك، كما كانت لهم مراكز تجارية على سواحل الهند.
تتألف الإمبراطورية الاستعمارية الهولندية من الأقاليم الخارجية والمواقع التجارية التي تشرف عليها وتتحكم بها الشركات الهولندية المرخصة (بصورة أساسية شركة الهند الغربية الهولندية وشركة الهند الشرقية الهولندية) وبالتالي تشرف عليها وتتحكم بها الجمهورية الهولندية (1581-1795)، وبعد ذلك مملكة هولندا الحديثة بعد عام 1815. كانت الإمبراطورية الهولندية الاستعمارية في البداية نظامًا معتمدًا على التجارة والذي حاز على تأثيره من الشركات التجارية والسيطرة الهولندية على طرق الشحن البحرية العالمية من خلال بؤر مزروعة بصورة استراتيجية بدلًا من المشاريع المُكلفة الإقليمية. بوجود بعض الاستثناءات الملحوظة، تألفت مقتنيات الإمبراطورية الهولندية الاستعمارية من الحصون الساحلية والمصانع والمستوطنات الساحلية بدرجة متنوعة من الشراكة مع مناطقهم النائية والمناطق المحيطة الأخرى. أملَت الشركات الهولندية المرخصة غالبًا بأن تُحفظ ممتلكاتها من التمدد لتجنب الإنفاق غير الضروري، وبينما تمددت مستعمرة كيب الهولندية (جنوب أفريقيا الحالية) والإنديز الشرقية الهولندية (إندونيسيا الحالية) (بسبب الضغط من المستعمرين الهولنديين الميالين للاستقلال)، بقيت المستعمرات الأخرى غير متطورة ومراكز تجارية معزولة معتمدة على دولة مستضيفة من السكان الأصليين. عكس هذا الغرض الأساسي للإمبراطورية الهولندية الاستعمارية التبادلَ التجاري بصورة تعاكس السيادة على الأراضي المتجانسة.
تعززت الطموحات الإمبراطورية للهولنديين من خلال قوة صناعة الشحن التي يتحكمون بها بالإضافة إلى الدور الأساسي الذي لعبوه في توسيع التجارة البحرية بين أوروبا والشرق. بسبب أن شركات التجارة الأوروبية الصغيرة غالبًا ما افتقرت لرأس المال والقوة البشرية للعمليات ذات النطاق الكبير، رخص برلمان هولندا لمنظمات كبيرة -شركة الهند الغربية الهولندية وشركة الهند الشرقية الهولندية- في بدايات القرن السابع عشر. اعتُبرت هذه الشركات أكبر وأشمل شركات التجارة البحرية في ذلك الوقت، وحصلت على احتكار افتراضي على طرق الشحن الأوروبية باتجاه الغرب عبر نصف الكرة الأرضية الجنوبي وأمريكا الجنوبية من خلال مضيق ماجلان، وباتجاه الشرق حول أفريقيا التي تعبر رأس الرجاء الصالح. ساهمت سيطرة الشركات على التجارة العالمية بشكل كبير في الثورة التجارية والازدهار الثقافي في هولندا في القرن السابع عشر المعروف بالعصر الذهبي الهولندي. استكشف الملاحون الهولنديون، خلال بحثهم عن طرق تجارية جديدة بين آسيا وأوروبا، وأظهروا على الخريطة مناطق بعيدة مثل نيوزيلندا وتاسمانيا وبعض مناطق الساحل الشرقي لأمريكا الشمالية. خلال فترة ما قبل التصنيع، استقبلت الإمبراطورية 50% من النسيج و80% من الحرير من الواردات من إمبراطورية الهند المغولية وبشكل رئيسي من أكثر منطقة متطورة فيها المعروفة بصوبة البنغال.
بدأت الإمبراطورية الهولندية الاستعمارية في القرن الثامن عشر بالانحسار نتيجةً للحرب الأنغلو-هولندية الرابعة بين عامي 1780-1784، وفيها خسرت هولندا عددًا من ممتلكاتها الاستعمارية واحتكاراتها التجارية لصالح الإمبراطورية البريطانية وغزو منطقة البنغال المغولية الغنية ومعركة بلاسي. ومع ذلك، نجت أجزاء كبيرة من الإمبراطورية حتى حلول إنهاء الاستعمار العالمي الذي أعقب الحرب العالمية الثانية (1939-1945)، أي الإنديز الشرقية (إندونيسيا) وغويانا الهولندية (سورينام). بقيت ثلاثة أقاليم استعمارية، في جزر الإنديز الغربية حول البحر الكاريبي وهي أوروبا وكوراساو وسينت مارتين، بصفتها أجزاءً من الدول التي تُمثَل ضمن مملكة هولندا.

## التاريخ

### الأصول (1543-1602)
بدأت الأقاليم التي ستشكل لاحقًا الجمهورية الهولندية بصفتها فدرالية سائبة تُعرف باسم المقاطعات السبعة عشر، والتي ورثها تشارلز الخامس الإمبراطور الروماني المقدس (كان اسمه كارلوس الأول) وملك إسبانيا وضمها تحت حكمه المباشر عام 1543. في عام 1566، اندلعت ثورة هولندية بروتستانتية ضد حكم إسبانيا الكاثوليكية الرومانية، والتي أدت إلى إشعال حرب الثمانين سنة. بقيادة ويليام الصامت، أعلن الاستقلال من خلال مرسوم التخلي عام 1581. نتج عن الثورة تأسيس جمهورية بروتستانتية مستقلة بحكم الأمر الواقع بموجب معاهدة أنتويرب عام 1609، رغم أن إسبانيا لم تعترف بالاستقلال الهولندي حتى عام 1648.
كانت المقاطعات الساحلية هولاند و زيلاند محاور مهمة في شبكة التجارية البحرية الأوروبية لقرون قبل الحكم الإسباني. وفر الموقع الجغرافي وصولًا مريحًا لأسواق فرنسا واسكتلندا وألمانيا وإنجلترا و البلطيق، أدت الحرب مع إسبانيا بالعديد من التجار والممولين إلى الهجرة من منطقة الأنتويرب وهي مدينة مهمة في منطقة فلاندرز ولاحقًا أحد أهم المراكز التجارية الأوروبية، إلى المدن الهولندية وبصورة خاصة أمستردام التي أصبحت المركز الأوروبي الرئيسي للشحن والصيرفة والتأمين. مكن الوصول الناجع لرأس المال الهولنديين في ثمانينيات القرن السادس عشر من توسيع طرقهم التجارية ما بعد شمال أوروبا إلى أسواق جديدة في البحر المتوسط والشرق الأدنى. في العقد الأخير من القرن السادس عشر، بدأت السفن الهولندية بالتجارة مع البرازيل والساحل الهولندي الذهبي في أفريقيا باتجاه المحيط الهندي وإلى مركز تجارة التوابل المربحة. أدى ذلك إلى وقوع الهولنديين بمنافسة مباشرة مع البرتغاليين الذين سيطروا على هذه الطرق لعدة عقود وأسسوا لبؤر استعمارية على سواحل البرازيل وأفريقيا والمحيط الهندي لتشغيل تلك الطرق. لم يكن الصراع مع البرتغال اقتصاديًا برمته؛ منذ عام 1580 وبعد موت ملك البرتغال سباستيان الأول وعدد من الطبقة النبيلة البرتغالية في معركة وادي المخازن انضم العرش البرتغالي إلى إسبانيا في اتحاد إيبيري تحت حكم، وريث الإمبراطور تشارلز الخامس، فيليب الإسباني الثاني. أجبر الهولنديون الإسبان من خلال مهاجمة الممتلكات البرتغالية الخارجية على تحويل المصادر الاقتصادية والعسكرية بعيدًا من محاولتها لقمع الاستقلال الهولندي. وعليه بدأت الحرب الهولندية البرتغالية التي استمرت لعدة عقود.
في عام 1594، أُسست شركة الأراضي البعيدة في أمستردام التي تسعى لإرسال أسطولين إلى جزر التوابل في مالوكو. أبحر الاسطول الأول عام 1596 وعاد عام 1597 بحمولة من البهار والتي غطت أكثر من احتياجات الرحلة. أعادت الرحلة الثانية (1598-1599) 400% من الأرباح إلى مستثمريها. أدى نجاح تلك الرحلات إلى تأسيس عدد من الشركات التي تتنافس على التجارة. كانت المنافسة ذات نتائج عكسية على مصالح الشركات إذ هددت برفع أسعار التوابل في مهدها في إندونيسيا بينما تشحن إلى أوروبا.

### صعود السيطرة الاقتصادية الهولندية (1602-1652)
نتيجةً للمشاكل الناتجة عن الصراع بين الشركات، أُسست شركة الهند الشرقية الهولندية عام 1602. ضمن الترخيص الممنوح للشركة من قبل البرلمان الهولندي الحقوق الوحيدة، لفترة أولية تبلغ 21 عامًا، بالتجارة والملاحة الهولندية شرق رأس الرجاء الصالح وغرب مضيق ماجلان. أعطي مديرو الشركة السبعة عشر السلطة القانونية لتأسيس حصون ومعاقل لتوقيع الاتفاقيات ولتجنيد كل من الجيش والبحرية وشن الحرب الدفاعية. أسست الشركة نفسها بصفتها شركة مساهمة بشكل مماثل لمنافستها الإنجليزية التي أسست قبلها بعامين وهي شركة الهند الشرقية الإنجليزية. في عام 1621، أسست شركة الهند الغربية الهولندية وأعطيت احتكارًا لمدة 25 عام لتلك الأجزاء من العالم التي لا تسيطر عليها نظريتها شركة الهند الشرقية الهولندية؛ المحيط الأطلسي والأمريكتين والساحل الغربي لأفريقيا. أسس الهولنديون موقعًا تجاريًا في أيوتاهيا المعروفة حاليًا بتايلند خلال حكم الملك ناريسوان عام 1604.